# Psychoza padaczkowa
Psychoza padaczkowa, psychoza napadowa (ang. ictal psychosis) –  rodzaj psychozy związanej z padaczką, w istocie niedrgawkowy stan padaczkowy.
Psychozę padaczkową powodują napady padaczkowe, najczęściej napady częściowe złożone, których ognisko lokalizuje się w obrębie płata skroniowego, w jego częściach limbicznych i izokortykalnych. Poza płatem skroniowym ognisko lokalizuje się u 30% chorych. Leży wtedy zazwyczaj w obrębie korze czołowej i korze zakrętu.
Pacjent cierpiący na psychozę padaczkową prezentuje zaburzenia świadomości oraz objawy wytwórcze, do których zaliczają się urojenia, w tym urojenia odnoszące iluzje, halucynacje o modalności wzrokowej i słuchowej, urojenia o treści religijnej, podejrzliwość. Wypowiada się bardzo kategorycznie, stosuje czarno-białe myślenie. Jest pobudzony, wystraszony, ma zmienny nastrój.
Psychoza padaczkowa trwa zwykle wiele godzin. Zdarza się jednak, że jej przebieg trwa tygodnie czy miesiące.